# خنج (خور وبيابانك)
خنج هي قرية في مقاطعة خور وبيابانك، إيران. عدد سكان هذه القرية هو 30 في سنة 2006.